# Saint-Pierre-de-Colombier
 Saint-Pierre-de-Colombier  es una población y comuna francesa, ubicada en la región de Ródano-Alpes, departamento de Ardèche, en el distrito de Largentière y cantón de Burzet.

## Demografía
| 546 | 454 | 373 | 385 | 388 | 382 |
| Para los censos de 1962 a 1999 la población legal corresponde a la población sin duplicidades (Fuente: INSEE [Consultar]) |     |     |     |     |     |